# Мртоњак
Мртоњак је мало ненасељено острво у хрватском делу Јадранског мора.
Налази око 2,7 км североисточно од насеља Сали на Дугом отоку. Површина острва износи 0,079 км². Дужина обалске линије је 1,08 км.. Највиши врх на острву је висок 21 метара.